# Every Single Day
„Every Single Day” – drugi singel, z drugiego albumu duetu Benassi Bros. – ...Phobia. 

## Formaty i listy utworów singla
| #       | Tytuł                             | Czas |
| ------- | --------------------------------- | ---- |
| CD-Maxi |                                   |      |
| 1.      | „Every Single Day” (Radio Edit)   | 3:34 |
| 2.      | „Every Single Day” (Extended)     | 5:27 |
| 3.      | „Every Single Day” (Club Version) | 6:41 |

## Pozycje na listach
| Lista przebojów (2005) | Najwyższa pozycja |
| ---------------------- | ----------------- |
| France Singles Top 100 | 23                |
| Swiss Singles Top 100  | 97                |
| Finland Singles Top 20 | 9                 |